# 夜曲Op. 9 (蕭邦)

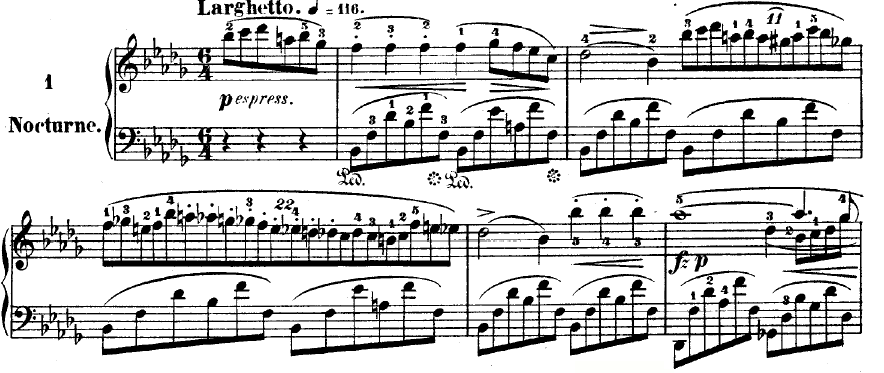
Op. 9 No. 1的開首及第一主旋律

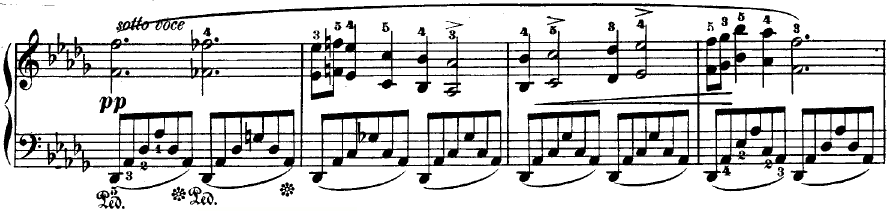
Op. 9 No. 1的第二主旋律

夜曲Op. 9是蕭邦的一組夜曲作品，共三首。該曲於1830至1832年創作，1833年出版，獻給鋼琴家Camille Pleyel。

## Op. 9, No. 1
夜曲Op. 9 No. 1是降B小調，常被香港图书馆列作休馆音乐之用。具有非常自由的旋律，至於其右手部分中出現7、11、20和22連音。全曲的左手部分為一連串由八分音符組成的琶音。
此曲結構為A-B-A，在進入第三樂段前的過渡使用降D大調，並以皮卡第三和弦作為樂曲結尾。

## Op. 9, No. 2

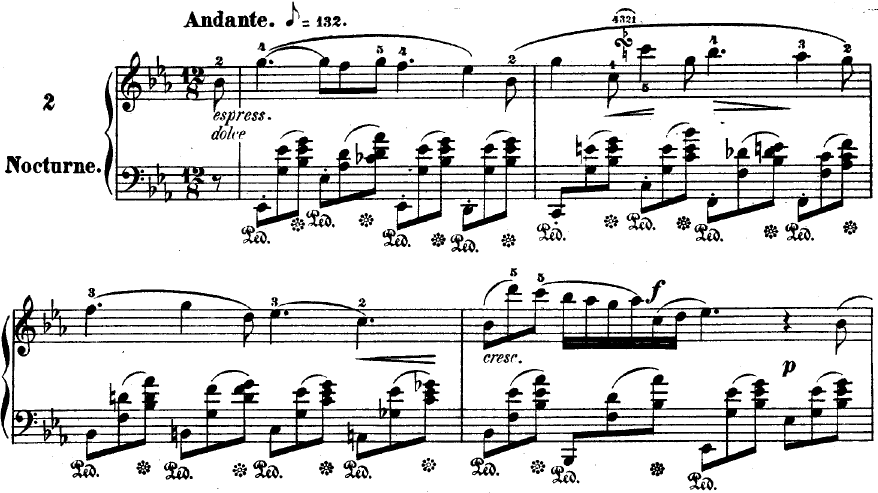
Op. 9 No. 2的開首及主旋律

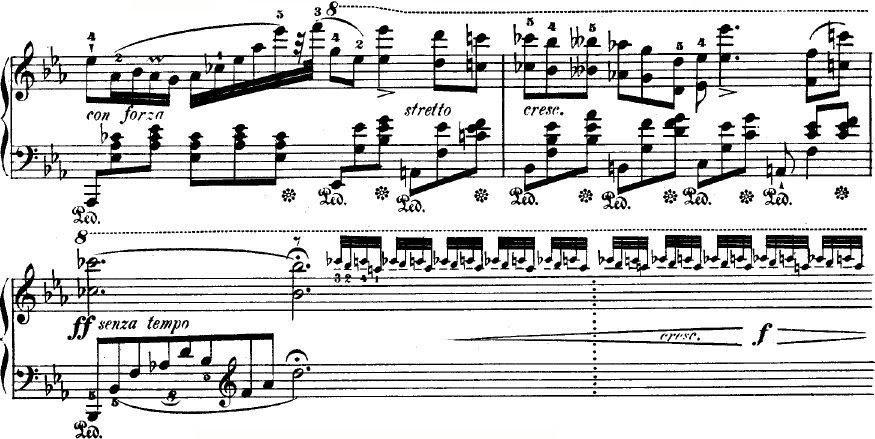
Op. 9 No. 2的尾聲

夜曲Op. 9 No. 2是降E大調，是一首十分著名的夜曲。此樂曲為蕭邦大約20歲時的作品，帶有一貫的憂鬱風格。它為複二段體（AABABA）及有一個尾聲，而每次重複其旋律時會加上更多的修飾。左手部分是三個音為一組的伴奏，該伴奏運用了闊音域和踏板，強調了樂曲的12/8節拍。
全曲氣氛平和，但至最後樂句音調突然升高，強而有力地彈八度音。蕭邦於Coda部分中標上senza tempo（任意速度），随即进入急促的装饰乐段，后而渐弱，最终樂曲於一串重複的旋律中平靜地結束。
此曲主旋律也被台北捷運松山新店線用作列車進站提醒音樂。

### 電視及電影
- 《出埃及記（英语：Exodus (1960 film)）》（1960）：護士Katherine "Kitty" Fremont (Eva Marie Saint) 與Gen. Sutherland (Ralph Richardson) 討論被拘禁在賽普勒斯的猶太人的命運時，此曲被採用作背景音樂
- 《週末夜狂熱》（1977）：小部分樂曲被用於舞蹈室的作背景音樂
- 《女高怪談2 鬼戀人》（1999）
- 《夢醒人生（英语：Waking Life）》（2001）
- 《聖誕壞公公（英语：Bad Santa）》（2003）
- 《嗜血判官》（2007）：第2季第7集中Debra Morgan健身時聆聽此曲
- 《搖滾黑幫》（2008）
- （2009）：第6集中Austria於營火會演奏此曲
- 《127小時》（2010）[2]：Aron Ralston (James Franco)被困於山上數天，並相信他將會死去，追憶起他妹妹練習夜曲時的情景
- 《美国恐怖故事》（自2011）常用音樂
- 《少女終末旅行》（2017）：第12集裡千都與尤莉在潛水艇中觀看影片時的背景音樂
- 《殺手》（2020）：第26集謝東閔殺害林景程時的背景音樂

### 相關樂曲
- 薩拉沙泰的小提琴和鋼琴改編曲
- 雷格的簧風琴改編曲
- 塔雷加的吉他改編曲
- 繆斯樂隊的+Collateral Damage是基於此曲創作，曲中亦加上戰鬥機的聲音和小孩的笑聲。

## Op. 9, No. 3

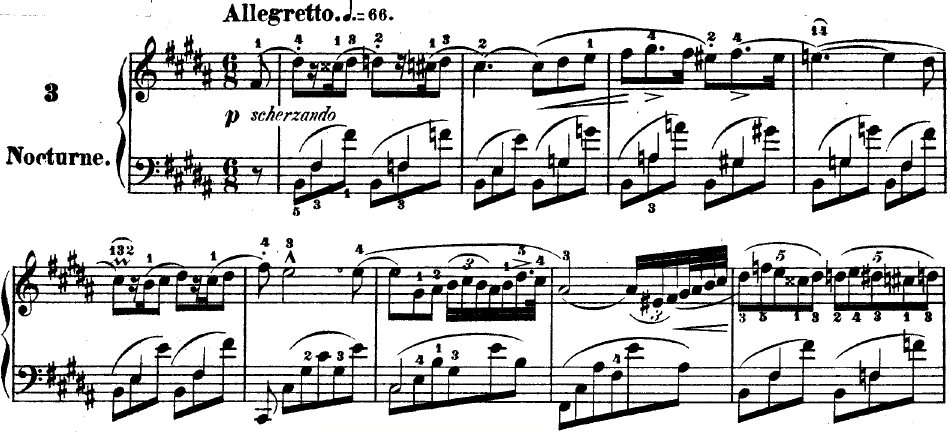
Op. 9 No. 3的開首

夜曲Op. 9 No. 3是B大調，為A-B-A結構，充滿花腔式的裝飾音。A段是Allegretto，主題多運用半音音階。B段是Agitato、B小調，相較於A段它的右手部分同時有旋律及對旋律，更具戲劇性亦需要更高彈奏技巧。樂曲最後以右手在高音區一連串的三連音以及左手廣闊的分解和弦進入柔板的終止。
在此曲的B段在蕭邦当时饱受争议。纵使蕭邦已多次公开表示当中的意义，同为浪漫派的音乐家和乐评家都纷纷表示B段突然转变为诡异，黑暗的曲调违背了夜曲的一贯风格，更用各种尖酸刻薄的话来人身攻击蕭邦。

## 外部連結
- 夜曲，Op. 9：国际乐谱典藏计划上的乐谱
- Cantorion.org上的樂譜（页面存档备份，存于）
- 来自乌托邦计划（英语：Mutopia Project）的多种格式乐谱：Op.9, No.1 （页面存档备份，存于）、Op.9, No.2 （页面存档备份，存于）及Op.9, No.3 （页面存档备份，存于）
- 维基文库上的Op.9, No.2乐谱
- The Chopin Project：夜曲Op. 9 No. 2的演奏

有關Op. 9, No. 2的分析
- John Rink （页面存档备份，存于） "Structural momentum and closure in Chopin's Nocturne Op 9 No 2" in Schenker Studies 2 (ed. Carl Schachter, Hedi Siegel) pp102–127 Cambridge University Press, 2006 ISBN 0-521-02832-9, ISBN 978-0-521-02832-5
- Jean-Jacques Eigeldinger （页面存档备份，存于） "Nocturne op. 9/2, E flat major" in Chopin: pianist and teacher as seen by his pupils (ed. Jean-Jacques Eigeldinger, Roy Howat) pp77–79 Cambridge University Press, 1989 ISBN 0-521-36709-3, ISBN 978-0-521-36709-7
- Eleanor Bailie "Nocturne No. 2 in E flat major" in Chopin: a graded practical guide (Eleanor Bailie, Issue 3 of The pianist's repertoire) pp303–306 Kahn & Averill, 1998 ISBN 1-871082-67-6, ISBN 978-1-871082-67-8